# Sara Zanier
Sara Zanier (Latina, 27 luglio 1983) è un'attrice, modella e showgirl italiana.

## Biografia
Dopo aver studiato danza moderna, a 16 anni partecipa al concorso nazionale di bellezza Look of the Year e inizia a lavorare come modella. Esordisce nel 2003 nella trasmissione televisiva Il sogno dell'angelo, condotta da Catherine Spaak su LA7. Dopo aver lavorato, sempre nel 2003, come ballerina del quiz Azzardo, prendendo il posto di Silvia Valciková fermata da problemi alla spalla, nel 2005 diventa letterina di Passaparola, programma condotto da Gerry Scotti su Canale 5 dopo il quale decide di intraprendere definitivamente la carriera d'attrice. Frequenta un corso di dizione a Milano e studia recitazione presso la scuola "Teatro Azione" di Roma, diretta da Cristiano Censi e Isabella Del Bianco.
Tra i suoi primi lavori d'attrice, i ruoli nella serie TV Grandi domani, regia di Vincenzo Terracciano, in onda nel 2005 su Italia 1, il film TV di Canale 5 Un dottore quasi perfetto, regia di Raffaele Mertes, e la miniserie TV di Rai 2 Il capitano 2, regia di Vittorio Sindoni, queste ultime fiction in onda entrambe nel 2007; l'anno dopo debutta sul grande schermo con il film MissTake, regia di Filippo Cipriano.
Nel 2008 recita anche in Incantesimo come protagonista nel ruolo di Doriana Tozzi. Nello stesso anno entra nel cast principale della soap opera di Canale 5 CentoVetrine, in cui interpreta, fino al 2013, il ruolo di Serena Bassani. Lavora in varie fiction televisive, tra le quali Un passo dal cielo 3 e Le tre rose di Eva 3, entrambe in onda nel 2015. Ritorna anche a lavorare per il grande schermo, recitando come protagonista nel film All'improvviso un uomo (2014), regia di Claudio Insegno. Con lo stesso regista sempre nel 2014 esordisce in teatro con lo spettacolo Come un Cenerentolo.
Nel 2016 entra nel cast della serie Don Matteo su Rai 1 nel ruolo di Margherita. Reciterà insieme a Vanessa Incontrada e Lino Guanciale nella serie TV Non dirlo al mio capo, prendendo parte all'ultimo episodio della prima stagione interpretando la parte dell'avvocatessa Nina Valentini, riprendendo poi il ruolo nel cast principale della seconda stagione. Nel 2019 è la protagonista femminile del film TV per la Rai Il mondo sulle spalle, liberamente tratto dalla storia vera dell’operaio Enzo Muscia, recitando al fianco di Giuseppe Fiorello per la regia di Nicola Campiotti. Nel 2023 entra nel cast della serie Un posto al sole su Rai 3 nel ruolo dell'architetto Diana Della Valle.

## Vita privata
Sorella della cantante Manuela Zanier. È stata legata sentimentalmente all'attore Samuele Sbrighi dal quale, il 15 dicembre 2012, ha avuto la sua prima figlia, Sole. Dal 2019 ha una relazione con l'ex giocatore di pallacanestro Davide Lamma.

## Filmografia

### Cinema
- MissTake, regia di Filippo Cipriano (2008)
- Una notte agli studios - in 3D, regia di Claudio Insegno (2013)
- All'improvviso un uomo, regia di Claudio Insegno (2015)
- Alessandra - un grande amore e niente più, regia di Pasquale Falcone (2017)
- Bocche inutili, regia di Claudio Uberti (2022)

### Televisione
- Grandi domani – serie TV (2005)
- Un dottore quasi perfetto, regia di Raffaele Mertes – film TV (2007)
- Il capitano 2 – serie TV (2007)
- Un posto al sole – soap opera (2007)
- Medicina generale – serie TV (2008)
- Incantesimo – soap opera (2008)
- CentoVetrine – soap opera (2008-2013)
- Fratelli detective – serie TV (2011)
- Amore oggi, regia di Giuseppe G. Stasi e Giancarlo Fontana – film TV (2014)
- Il restauratore – serie TV, episodio 2x06 (2014)
- Un passo dal cielo 3 – serie TV (2015)
- Le tre rose di Eva 3 – serie TV (2015)
- Don Matteo 10 – serie TV (2016)
- Non dirlo al mio capo 2 – serie TV, 13 episodi (2016-2018)
- Il mondo sulle spalle, regia di Nicola Campiotti – film TV (2019)
- Un posto al sole – soap opera (2023-2024)
- Lea - I nostri figli – serie TV, 5 episodi (2023)

## Teatro
- Come un Cenerentolo, regia di Claudio Insegno (2014)
- Febbre da cavallo, regia di Claudio Insegno ed Enrico Brignano, Teatro Sistina di Roma (2017)